# باسیلومایسین
باسیلومایسین (به انگلیسی: Bacillomycin) یک ترکیب شیمیایی است. 